# Josep Sagrera
Josep Sagrera i Corominas (Palafrugell, 1881-Barcelona, 27 de enero de 1934) fue un maestro y político español de ideología nacionalista catalana.

## Biografía
Sobrino de Eusebio Corominas, que era miembro del Partido Republicano Democrático Federal y presidente del diario La Publicidad de Barcelona, se licenció en Magisterio por la Escuela Normal de Gerona y en Derecho por la Universidad de Barcelona. Muy activo en el ámbito de la enseñanza, desde 1899 dirigió la Academia Palafrugellense y en 1923 fue presidente de la delegación de Palafrugell en la Asociación Protectora de la Enseñanza Catalana. La Academia, de carácter laico y catalanista, mantuvo en estos años prestigio por su atención y trato a los alumnos, así como por su formación en matemáticas. Durante la dictadura de Primo de Rivera, Josep Sagrera fue encarcelado por sus actividades catalanistas. En 1931 fue presidente del Centro Fraternal de Palafrugell, adherido entonces a Unió Republicana d'Esquerres (URE), partido federado a Esquerra Republicana de Catalinya (ERC) con el que fue elegido alcalde de Palafrugell entre 1931 y 1934, y diputado en la Cortes españolas por la circunscripción de Gerona en las elecciones generales de 1933. Murió unos meses después de ganar el escaño. En su honor, con el nombre de Mestre Sagrera, tiene dedicada una calle en su localidad natal y el Ayuntamiento de Palafrugell mantiene un premio anual de investigación local para escolares.